# Коридорас ніжний
Коридорас ніжний (Corydoras habrosus) — вид сомоподібних риб з роду Коридорас підродини Corydoradinae родини Панцирні соми. Інші назви «венесуельський карликовий коридорас», «коридорас Ріо-Салінос», «коридорас солоно-перцевий». У природі поширений у річках Південної Америки; утримують також в акваріумах.

## Опис
Завдовжки досягає 2-3,5 см. Самиця трохи більша за самця. Зовнішністю схожий на вид Corydoras cochui. Голова відносно велика. Очі маленькі. Є 3 пари крихітних вусів. Тулуб стрункий. Спинний плавець високий. Жировий плавець малесенький. Грудні та черевні плавці вузькі. Хвостовий плавець з виїмкою, лопаті трохи широкі.
Забарвлення блідо-бежеве, голова й спина — світло-коричневі, вкриті темні цятками. Нижня частин тіла є світлою, майже білою. Уздовж середини тулуба присутні 3 майже круглі плями темного забарвлення: під спинним плавцем, між спинним і жировим плавцем, на хвостовому стеблі. У деяких особин 2 пері плями зливаються, утворюють горизонтальну смугу. Спинний плавець майже прозорий, втім має 2 рядки темних плямочок. на хвостовому плавці — 4-6 вертикальних смуг, що складаються з рисок. Грудні, черевні і анальний плавці є прозорими.

## Спосіб життя
Мешкає у водно-болотних угіддях, великих заплавах. Воліє до прісної та чистої води. Утворює великі групи. Здатен здійснювати сезонні міграції. Активний протягом дня. Зустрічається серед рясної рослинності. На полювання виходить у присмерку. Живиться дрібними ракоподібними, комахами, хробаками, рештками рослин.
Самиця відкладає 2-4 яйця до черевних плавців, де їх запліднює самець. Після цього самицю приліплює ікру до нижньої частини листя рослин. Загалом відкладає 40 ікринок.
Тривалість життя 2-3 роки.

## Розповсюдження
Поширено у верхів'ях річки Оріноко (в межах Венесуели і Колумбії).

## Утримання в акваріумі
Об'єм акваріума від 20-40 літрів, в оздобленні повинні бути різноманітні укриття (корчі, рослини тощо). Рекомендують тримати зграйкою по 8-10 особин. Невибагливі в утриманні. Оптимальними параметрами води є: 20–26 °C, dGH до 20°, pH 6,0–7,0. Потрібна фільтрація води та її підміна.